# Myiarchus magnirostris
Myiarchus magnirostris е вид птица от семейство Tyrannidae.

## Разпространение
Видът е разпространен в Еквадор.